# 岡崎洋一郎
岡崎 洋一郎（おかざき よういちろう、1942年12月16日 - ）は、日本の経営者。

## 経歴
広島県広島市出身。1965年に早稲田大学第一理工学部機械工学科を卒業し、同年に三菱重工業に入社。
1970年に三菱自動車工業に転職し、1999年6月に取締役に就任し、2001年6月に常務を経て、2004年4月に社長に就任した。同年6月に会長に就任し、2005年に辞任。